# Чотирилисник бажань (мінісеріал)
«Чотирилисник бажань» (рос. «Клевер желаний», досл. «Конюшина бажань») — російськомовний мінісеріал 2019 року знятий в Україні. Телесеріал створено продакшн-компанією «Українська продакшн-студія» на замовлення ТРК «Україна». Режисером виступив Павло Тупик.
Прем'єра телесеріалу в Україні відбулася 14 квітня 2019 року на телеканалі ТРК Україна. Прем'єра в Росії очікується в 2020 році.

## Сюжет
У центрі уваги звичайна молода сімейна пара — Юля та Андрій. Дружина мріє народити дитину, а її чоловік приділяє підвищену увагу кар'єрі шеф-кухаря. Юля прагне розірвати стосунки, але обставини змушують її почекати з рішенням. Рідна сестра Андрія травмується в аварії і потрапляє до лікарні в комі. Тому на руках Андрія опиняються троє племінників — син та дві доньки сестри. Їх також виховує і дружина Андрія.
Водночас Юля зустрічає свого колишнього — Чайкіна. Він «піднявся» в житті — володіє великою компанією і пропонує їй працювати в нього. Намагаючись відбити Юлю, Чайкін поводиться підступно. Дівчина відчуває, що заплуталась, і до того ж дізнається, що вагітна.

## У ролях
- Ксенія Радченко
- Антон Єрьомін
- Олександр Соколовський - Андрій
- Таня Скляр — Юля
- Іван Тамишев
- Єфросинія Мельник

## Зйомки
Телесеріал знімався в Києві та Київській області у лютому-березні 2019 року.